# Basavanaparthi, Sidlaghatta
Basavanaparthi là một làng thuộc tehsil Sidlaghatta, huyện Kolar, bang Karnataka, Ấn Độ.